# Vlag van Koekelberg
De vlag van Koekelberg is de gemeentelijke vlag van de Brusselse gemeente Koekelberg. De beschrijving luidt:
Twee even lange banen van groen en van wit.
De kleuren van de vlag komen uit het gemeentewapen.
Dit gemeentevlag is identiek aan de vlaggen van Elsene, Schaarbeek en Vorst.

Vlag van Elsene
Vlag van Schaarbeek
Vlag van Vorst

## Vorige vlaggen
Volgens Armoiries communales en Belgique. Communes wallonnes, bruxelloises et germanophones was de vlag die van 1841 tot 1984 werd gebruikt twee verticale banen van groen en roze. De tweede vlag verscheen in 1984 en werd in 1995 vervangen door een vlag met een gevorkt groen veld, verwijzend naar de letter K van Koekelberg. De gemeente heeft echter onlangs het gebruik van de eenvoudige verticaal gedeelde groen-witte vlag hervat.

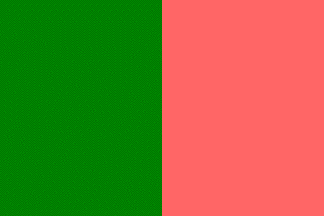
Eerste vlag (1841-1984)
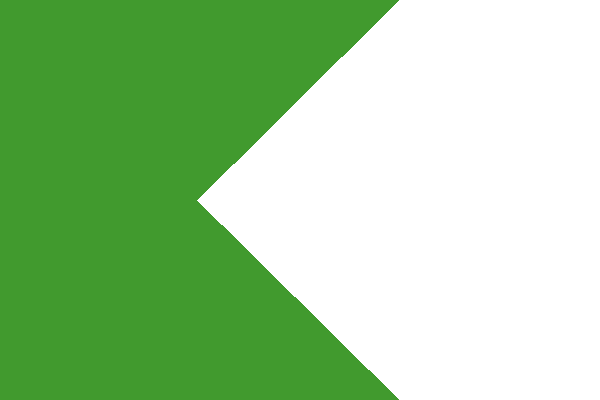
Tweede vlag (1995-onbekend)